# Сајмон Харис
Сајмон Харис (Грејстонс, 17. октобра 1986) је ирски политичар Фајн Гејла који служи као Тишох и лидер Фајн Гејла од 2024. Посланик за изборну јединицу Виклоу од 2011. године, служио је као министар у влади Ирске од 2016. и раније је био државни министар од 2014. до 2016. године.
Рођен у Грејстонсу, округ Виклоу, Харис се први пут укључио у политику током својих тинејџерских година. Изабран у Савет округа Виклоу на локалним изборима 2009. године, а први пут је изабран за Представнички дом Ирске на општим изборима 2011. године, поставши „беба Скупштине“ са 24 године. Постављен је за државног министра у Министарству финансија 2014. године. Након формирања мањинске владе Фајн Гејл 2016. године, именован је за министра здравља. Приликом формирања коалиционе владе 2020. године именован је за министра за даље и високо образовање, истраживање, иновације и науку. Од децембра 2022. до јуна 2023. такође је био министар правде, док је колегиница из кабинета Хелен Макенти користила породиљско одсуство.
Након оставке Леа Вараткара у марту 2024, Харис је био једини кандидат на изборима за вођство Фајн Гејла 2024. Након што је изабран за лидера странке, именован је за Тишоха 9. априла 2024. Са 37 година, постао је најмлађи Тишох у историји државе.

## Младост
Харис је рођен у Грејстонсу, округ Виклоу, 1986. Он је најстарији од троје деце коју су родили Барт и Мери Харис. Његова сестра је рођена на његов трећи рођендан, а брат је осам година млађи од њега. Његов ујак је био одборник Фајн Гејла у Дан Лирију.
Харис је школован у Средњој школи Свете вере Светог Давида у Грејстонсу, где је био активан у драми и био је дечак. Са 13 година написао је драму. Први пут се укључио у локалну политику као петнаестогодишњак када је основао Северно Виклоу Трипл А алијансу да помогне породицама деце са поремећајима из аутистичног спектра и поремећајем пажње. Као студент Junior Sertificate, лобирао је код политичара да добију боље услове како би омогућили деци са таквим сметњама да буду интегрисана у редовно образовање. Харис је био члан Фијане Фејл и кандидовао се за Дика Рошеа на општим изборима у Ирској 2002. али се касније придружио Фајн Гејлу и изабран је у државну извршну власт Младог Фајн Гејла 2003. године.
Харис је у почетку студирао новинарство и француски језик на Даблинском технолошком институту, али је одустао на првој години.

## Рана политичка каријера
Харис је почео да ради као помоћник своје будуће колегинице из кабинета Френсис Фицџералд 2008. године, када је она била члан Сената Ирске. На локалним изборима 2009. године, Харис је изабран у Веће округа Виклоу, са највећим процентом гласова од било ког одборника округа у Ирској, и у Градско веће Грејстонса. Као већник, био је председавајући Заједничког полицијског комитета округа Виклоу и предсједавајући Регионалног здравственог форума ХСЕ-а. Био је члан Одбора за стратешку стамбену политику округа Виклоу и Одбора за стручно образовање Виклоу.
Харис је изабран за Представнички дом Ирске 2011. године, заузимајући треће место у изборној јединици Виклоу. Као најмлађи заменик у 31. Дому, одабрао га је Фајн Гејл да номинује Енда Кенија за Тишох, држећи свој први говор. Харис је био у Одбору за јавне рачуне Дома (ПАЦ) и Заједничком одбору Парламента за финансије, јавну потрошњу и реформу. Такође је био члан вишестраначке групе Парламента за ментално здравље и представио је Предлог закона о менталном здрављу (против дискриминације) из 2013. године, у јуну 2013. године.
Харис се неуспешно кандидовао као кандидат за Фајн Гејл у јужној изборној јединици на изборима за Европски парламент 2014. године.

## У Влади

### Државни министар
Харис је 15. јула 2014. именован за државног министра у Одељењу за финансије са одговорношћу за Канцеларију за јавне радове, јавне набавке и међународно банкарство.
Током периода интензивних поплава широм земље током зиме 2015. и 2016. године, Харис је био приморан да негира оптужбе да је влада оставила 13 милиона евра у буџету за санацију поплава у 2015. непотрошених, док је он такође обезбедио средства за одбрану од поплава. у својој изборној јединици.

### Министар здравља
Харис је 6. маја 2016. именован у кабинет за министра здравља. У својој првој години на послу, Харис се суочио са могућношћу штрајка 30.000 здравствених радника и 40.000 медицинских сестара. Планирани штрајкови су касније прекинути.
У 2016. години, Харис је допринео „Здрава тежина за Ирску – политика и акциони план за гојазност 2016–2025“, политику која истиче „жељу владе да помогне својим људима да постигну боље здравље, а посебно да смање нивое прекомерне тежине и гојазност“, у којој Харис тврди да је „приступ заузет у развоју ове политике заснован на владином оквиру за побољшање здравља и благостања Ирске“.
У 2017, Харис је оптужен да „практикује лицемерје“ због свог става о власништву Сестара милосрдница над Националним породилиштем. Контроверза је довела до оставке др Питера Бојлана и проф. Криса Фицпатрика из одбора болнице. Религиозне сестре милосрднице су се касније одрекле власништва над три болнице: Универзитетска болница Ст. Винсент'с у Даблину, Ст. Винсент'с Привате и Ст. Мајклова. Харис је поново именован када је Лео Вараткар наследио Кенија на месту Тишоха у јуну 2017. године.
Харис је подржао легализацију абортуса у Ирској. Био је министар одговоран за Тридесет шести амандман Устава, одобрен на референдуму, којим је укинута уставна забрана абортуса. Такође је увео Закон о здрављу (регулација прекида трудноће) из 2018. који је дозвољавао абортус под одређеним околностима.
Дана 26. априла 2018. године, ХСЕ је потврдио да је 206 жена добило рак грлића материце након скрининг теста за који се накнадно сматрало да је потенцијално нетачан на основу прегледа, након што је жена добила потврђену дијагнозу рака грлића материце и с обзиром на позната ограничења скрининга помоћу размаза. технологије. У скандалу који је резултирао, Харис је критикован због тога што се бавио тим питањем у више наврата.
Дана 20. фебруара 2019, Харис је преживео изгласавање неповерења због свог поступања са растућим трошковима (преко 2 милијарде евра) нове Националне дечије болнице. Предлог је одбијен са 58 гласова за, 53 против и 37 уздржаних.
Харис је увео Закон о здрављу (очување и заштита и друге хитне мере у јавном интересу) из 2020. године, закон о ванредним ситуацијама као одговор на пандемију КОВИД-19, који је усвојен 20. марта 2020. године.

### Министар за даље и високо образовање, истраживање, иновације и науку
Харис је 27. јуна 2020. именован за министра за даље и високо образовање, истраживање, иновације и науку, предводећи ново одељење у влади коју је предводио Мишел Мартин. 4. маја 2022. објавио је „Funding Our Future“, нову политику о одрживом финансирању високог образовања и смањењу трошкова трећег нивоа образовања за студенте и породице.
Харис је био Фајн Гаел директор за изборе за кампању одборника Џејмса Геогегана на допунским изборима у Даблинском заливу 2021. године. Након што је Лео Вараткар именован за Тишоха 17. децембра 2022. године, он је поново именован на исту функцију, као и привремено за министра правде током породиљског одсуства Хелен Макенти.

### Вођство странке Фајн Гејл
Лео Вараткар је 20. марта 2024. поднео оставку на место лидера Фајн Гејла, што је довело до избора за вођство. Вараткар је наговестио да ће такође поднети оставку на место Тишоха након избора новог вође Фајн Гејла. Номинације су отворене у 10 часова 21. марта 2024. До тог поподнева, више од половине парламентарне странке Фајн Гејл најавило је своју подршку да Харис буде следећи лидер, а сви остали министри у кабинету су сами себе искључили из такмичења. Харис је потврдио своју намеру да се кандидује за лидера Фајн Гаела увече 21. марта 2024. на Six One News-у. Када је истекао рок за номинације 24. марта 2024, Харис је био једини кандидат и потврђен је за лидера на састанку странке у Атлону истог дана. Обе друге владине странке су назначиле да желе да влада ради пуни мандат упркос промени руководства. Вараткар је поднео оставку на место Тишоха председнику 8. априла. Дом се поново састао након ускршње паузе 9. априла, када је Харис прослеђен за номинацију Тишоха.

## Тишох
Након што је Вараткар поднео оставку на место Тишоха 8. априла, Харис је номинован од стране Дома за Тишоха 9. априла 2024. гласовима 69 од 88. Њега је председник Мајкл Хигинс убрзо након тога именовао за Тишоха као најмлађег у историја државе. Прихватајући номинацију Дома, одао је почаст свом претходнику и признао његов статус најмлађег изабраног функционера, обећавајући да ће бити „Тишох за све“. Харис је те вечери у Дому најавио формирање кабинета 34. владе; са именовањем Питера Берка за министра за предузетништво, трговину и запошљавање након Ковенијевог одласка, исто тако са Патриком О'Донованом за министра за даље и високо образовање, истраживање, иновације и науку уместо Хариса.

### Састав Владе
| Дужност                                                                 | Име              | Мандат        | Странка     |
| ----------------------------------------------------------------------- | ---------------- | ------------- | ----------- |
| Тишох                                                                   | Сајмон Харис     | 2024–тренутно | Фајн Гејл   |
| Потпредседник                                                           | Мишел Мартин     | 2024–тренутно | Фијана Фејл |
| Министар спољних послова                                                | Мишел Мартин     | 2024–тренутно | Фијана Фејл |
| Министар одбране                                                        | Мишел Мартин     | 2024–тренутно | Фијана Фејл |
| Министар животне средине, климе и комуникација                          | Имон Рајан       | 2024–тренутно | Зелена      |
| Министар транспорта                                                     | Имон Рајан       | 2024–тренутно | Зелена      |
| Министар финансије                                                      | Мишел Мекграт    | 2024–тренутно | Фијана Фејл |
| Министар јавну потрошње, спровођења националног плана развоја и реформе | Паскал Донохо    | 2024–тренутно | Фајн Гејл   |
| Министар образовања                                                     | Норма Фоли       | 2024–тренутно | Фијана Фејл |
| Министар туризма, културе, уметности, Гаелтахта, спорта и медија        | Кетрин Мартин    | 2024–тренутно | Зелена      |
| Министар становања, локалне самоуправе и наслеђа                        | Дара О'брајен    | 2024–тренутно | Фијана Фејл |
| Министар социјалне протекције                                           | Хедер Хамфриз    | 2024–тренутно | Фајн Гејл   |
| Министар руралног и развоја заједнице                                   | Хедер Хамфриз    | 2024–тренутно | Фајн Гејл   |
| Министар пољопривреде, хране и мора                                     | Чарли Маконалог  | 2024–тренутно | Фијана Фејл |
| Министар деце, равноправности, инвалидности, интеграције и омладине     | Родерих О'горман | 2024–тренутно | Зелена      |
| Министар здравља                                                        | Стивен Донели    | 2024–тренутно | Фијана Фејл |
| Министар правде                                                         | Хелен Макенти    | 2024–тренутно | Фајн Гејл   |
| Министар даљег и високог образовања, истраживања, иновација и науке     | Патрик О'донован | 2024–тренутно | Фајн Гејл   |
| Министар предузетништва, трговине и запошљавања                         | Питер Берк       | 2024–тренутно | Фајн Гејл   |

## Приватни живот
У 2017, Харис се оженио Каоиме Вејд, кардиолошком сестром. Венчали су се у цркви Светог Патрика у Килкваду. Имају ћерку и сина. Харис живи са Кроновом болешћу, али је рекао да она има мали утицај на његов свакодневни живот.
Харис је најстарији од троје браће и сестара. Његов брат је аутистичан и води добротворну организацију за услуге аутизма AsIAm, коју је Харис суоснивао.
Харис је познат по свом присуству на друштвеним мрежама, посебно на ТикТоку, пошто је добио надимак „ТикТок Тишох“. Користио је Инстаграм за стримове уживо док је био министар здравља током пандемије КОВИД-19, што је Irish Examiner навео као ретку прилику у којој је министар у влади постављао питања јавности.